# Foire du Levant

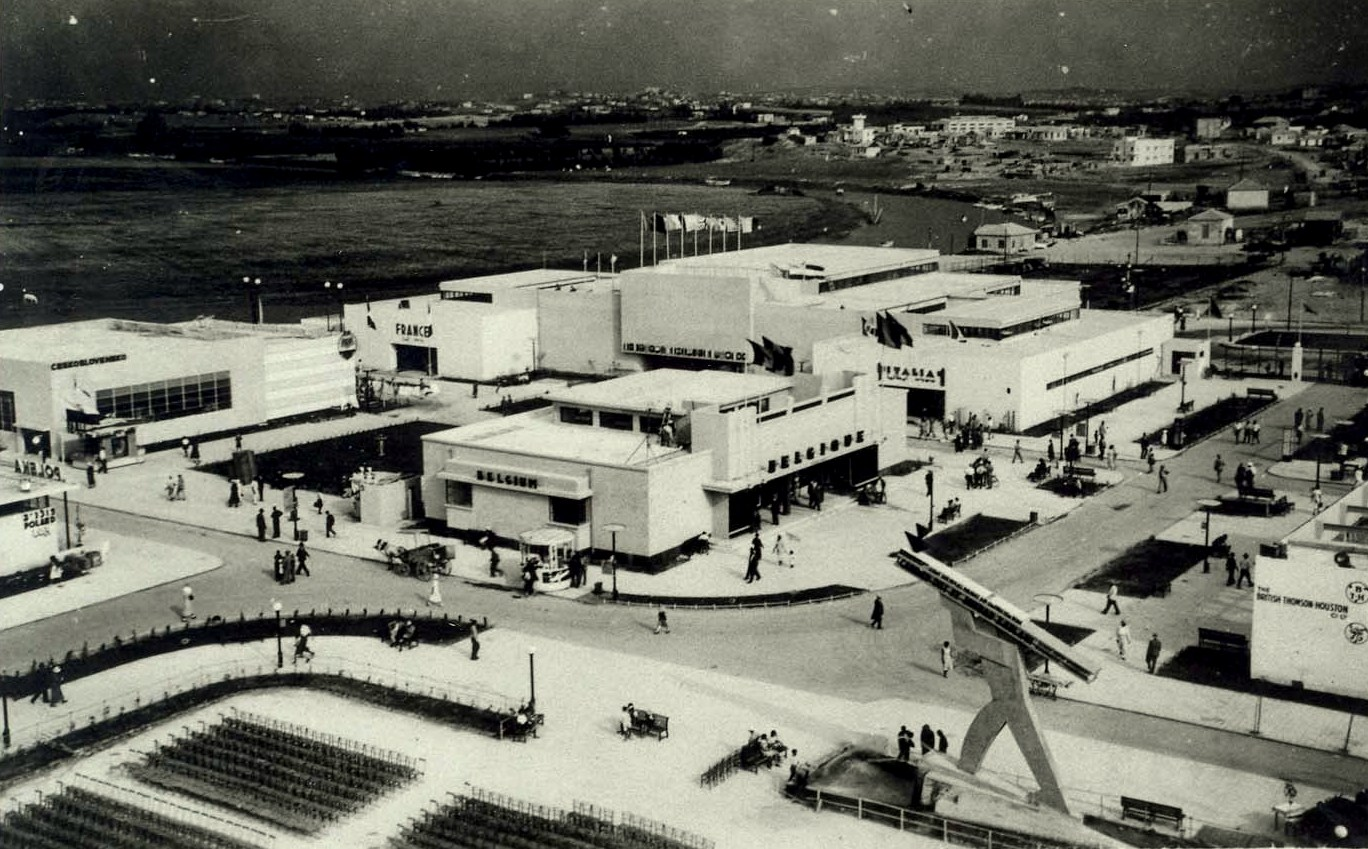
L'entrée de l'enceinte, en arrière-plan - le pavillon belge à côté de ceux de l'Italie et de la France

La Foire du Levant (יריד המזרח - Yarid HaMizrah) est une foire commerciale internationale qui s'est tenue à Tel Aviv dans les années 1930 (en 1932, 1934 et 1936). C'est aussi le surnom de l'endroit où a eu lieu la foire.

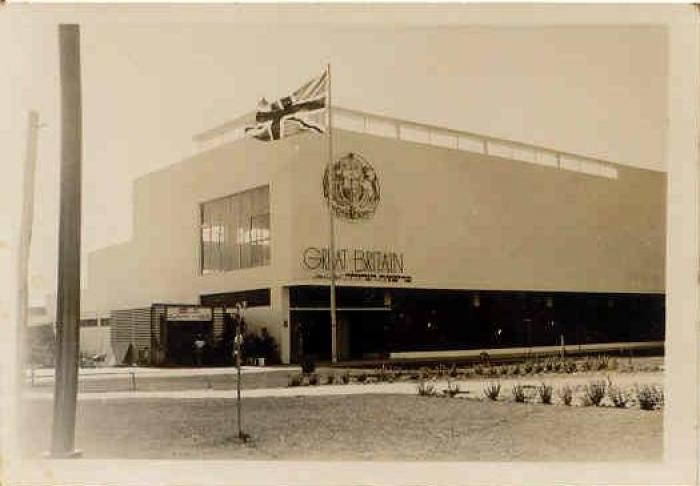
Pavillon de la Grande-Bretagne
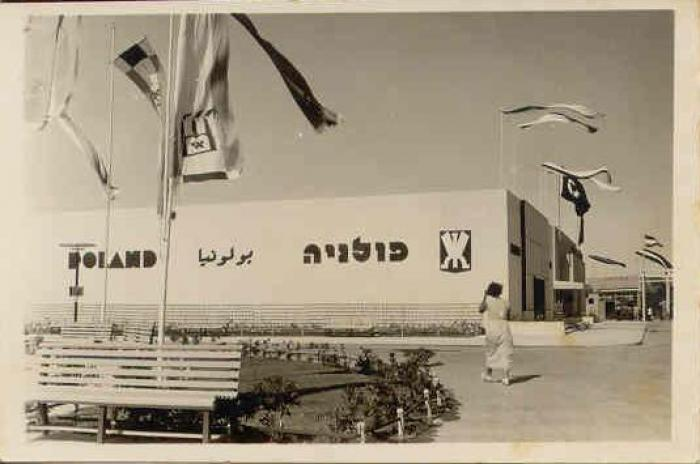
Pavillon de la Pologne
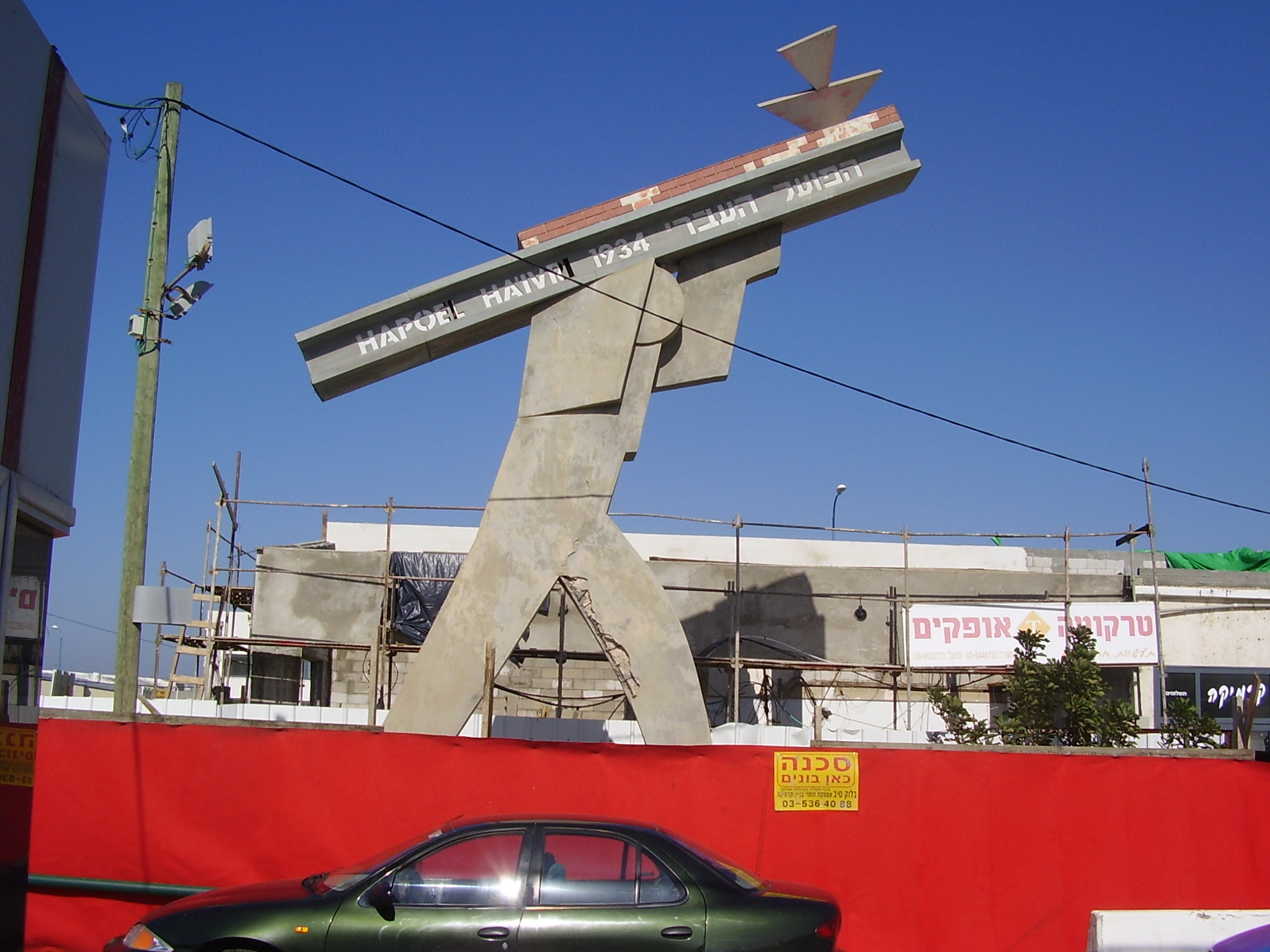
Le « Travailleur hébreu » du port de Tel Aviv a été construit pour la Foire 1934.